# Marvel Comics
Marvel Comics або Marvel Publishing, Inc. — нью-йоркська компанія, яка спеціалізується на видавництві коміксів і суміжних їм носіїв. Належить Marvel Entertainment, Inc, що, у свою чергу, є дочірньою компанією The Walt Disney Company.
Marvel відома завдяки таким коміксам, як «Фантастична четвірка», «Люди Ікс», «Месники», «Вартові Галактики», «Вічні», «Людина-павук», «Росомаха», «Залізна людина», «Капітан Америка», «Тор», «Халк», «Дедпул», «Шибайголова», «Каратель», «Доктор Стрендж», «Чорна пантера», «Людина-мураха і Оса», «Чорна кішка», «Шан-Чі», «Міс Марвел», «Капітан Марвел», «Віжен», «Веном», «Блейд», «Чорна вдова», «Соколине око», «Люк Кейдж» тощо.
Більшість персонажів коміксів Marvel існують у вигаданому всесвіті під назвою Всесвіт Marvel (англ. Marvel Universe); екшн відбувається у таких реальних містах як Чикаго, Нью-Йорк і Лос-Анджелес.
Відділ коміксів у компанії відкрився у 1939 році як Timely Publications, і до 1950-х став загально відомим як Atlas Comics.
Сучасного вигляду Marvel набула у 1964 році, з реалізацією Фантастичної четвірки та інших супер-героїв, створених Стеном Лі, Джеком Кірбі, Стівом Дітко й іншими. Marvel з того часу став одним з найбільших американських видавців коміксів.
31 грудня 2009 року The Walt Disney Company придбала Marvel Entertainment за $4,240 мільярди.

## Історія

### Timely Publications

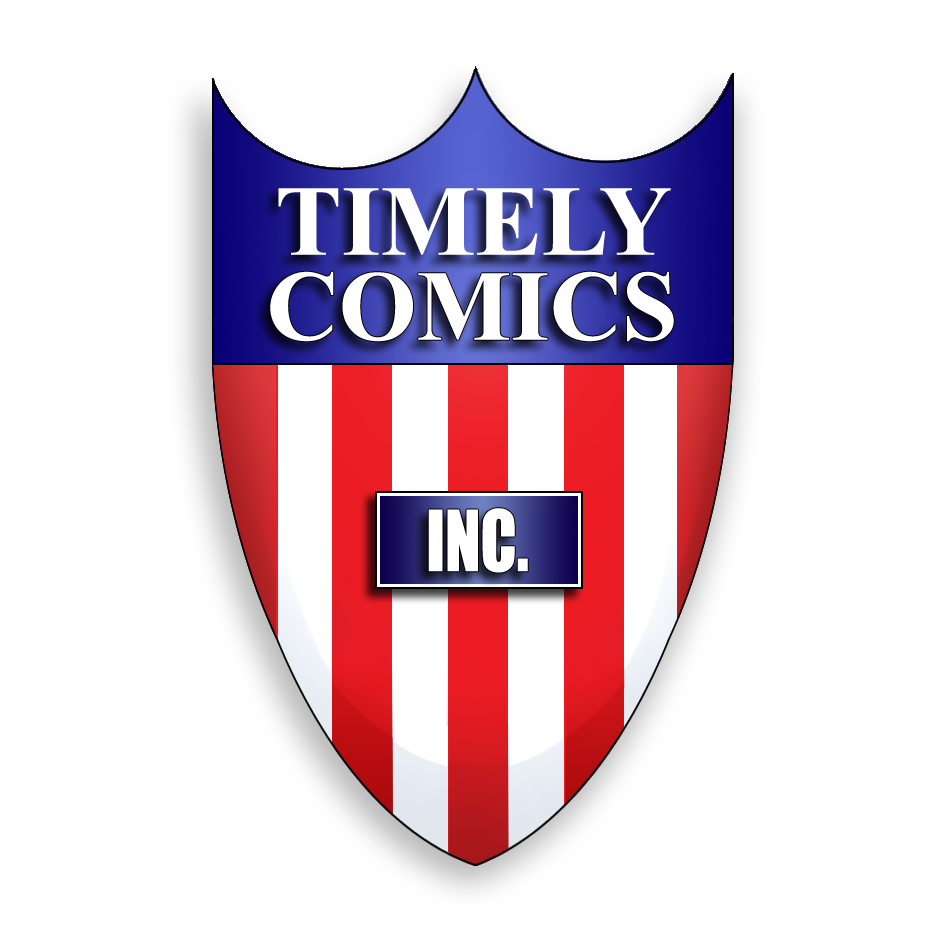

Компанія Marvel Comics була створена авторитетним видавцем Pulp-журналів Мартіном Гудменом в 1939 році як група дочірніх компаній під загальною назвою «Timely Comics». Першою публікацією був комікс «Marvel Comics» #1 (жовтень 1939), в якому вперше з'явився Людина-Смолоскип, супергерой-андроїд, створений Карлом Бургосом, а також антигерой-мутант Немор Підводник, створений Білом Евереттом. Комікс став дуже популярним, хоча у компанії не вистачало власних коштів на задоволення всього попиту, і довелося скористатися послугами сторонньої компанії «Funnies Inc».
Перший редактор компанії, письменник і художник Джо Саймон, об'єднав зусилля з майбутньою легендою індустрії коміксів, Джеком Кірбі, щоб створити першого патріотичного супергероя, Капітана Америку, який дебютував в коміксі «Captain America Comics» #1 (березень 1941). Він також став головним хітом з продажу.
Хоча інші персонажі «Timely» не були настільки популярні, як ця «велика трійка», деякі помітні герої того часу, такі як Дзига, Міс Америка, Руйнівник, початкові Віжн і Ангел, продовжують з'являтися в сучасних коміксах.
У 40-х роках бізнес Гудмана виріс, і стало зрозуміло, що Саймону потрібні помічники. Тоді Гудман найняв сина двоюрідного брата своєї дружини, 17-річного Стенлі Лібера. Через двадцять років він знайде всесвітню популярність під ім'ям Стен Лі.
Мартін Ґудмен заснував компанію пізніше відому як Marvel Comics під назвою Timely Publications у 1939 році.

### Atlas Comics

Рівень продажів всіх коміксів значно впав в післявоєнні роки, оскільки образ надлюдини, популярний в роки Великої депресії і війни, вийшов з моди. Як і інші видавці коміксів «Timely» — відома в 1950-ті роки під назвою «Atlas Comics» — взяла курс на популярні тоді жанри: забавні тварини, вестерн, жахи, війна, кримінал, гумор, любовний роман, шпигунський роман і навіть середньовічна пригода. Такі комікси користувалися різним рівнем успіху. Спроби відродити в 1953—1954 роки комікси про супергероїв за участю Людини-смолоскипа, підводники і Капітана Америка не мали успіху.
З 1952 до кінця 1956 Гудмен поширював свої комікси через власну дистриб'юторську компанію «Atlas». Пізніше він переключився на «American News Company», найбільшу національну компанію-розповсюджувача і фактично монополію, яка незабаром програла судовий процес Міністерству юстиції США і вийшла зі справи.
Останнім коміксом з логотипом «Atlas» був «Dippy Duck» #1 (Божевільна качка), що вийшов в жовтні 1957 року. Першим коміксом зі знаком «Marvel Comics» стала науково-фантастична антологія «Amazing Adventures» # 3 (Дивовижні пригоди), на обкладинці якої був логотип «MC». Комікс був виданий 9 травня 1961, хоча на обкладинці стояла дата серпня 1961.
У цей час Гудмен на хвилі успіху науково-фантастичних фільмів вибрав новий напрям в коміксах, запустивши або відродивши шість серій в цьому жанрі: «Дивовижні світи» #1; «Світ фентезі» #15; «Дивовижні історії» #67; «Подорож в таємницю» #50; «Тривожні історії» #1 і «Вражаючі історії» #1. Комікси в жанрі космічного фентезі виявилися невдалими, і до кінця 1959 більшість серій (випуск «Дивних світів» і «Світу фентезі» був припинений) стали другосортними коміксами про монстрів. Більшість серій малював Джек Кірбі (їх часто розфарбовував Дік Айерс), також виходили атмосферні пригоди про втечі з в'язниць / джунглів і химерні історії від Дона Хека, комікси таких художників як Пол Райнман і Джо Сіннотт, і роботи творчого тандему Стен Лі-Стів Дітко.
Також «Marvel» розширила свою лінію гумористичних коміксів для дівчат, створивши серію «Кеті» (жовтень 1959) і короткий комікс «Лінда Картер, медсестра-студентка» (вересень 1961).

### 1960-ті
На тлі успіху «DC Comics» по відродженню коміксів про супергероїв в кінці 1950-х і початку 1960-х років, особливо з «Американської Лігою Справедливості», «Marvel» вирішила йти слідом. За досить сумнівною легендою в 1961 році видавець «Timely» і «Atlas» Мартін Гудмен грав у гольф з одним з босів «DC Comics» (імовірно, Джеком Лейбовіц або Ірвіном Доненфілдом), який хвалився успіхом Ліги Справедливості (що з'явилася спочатку в коміксі «The Brave and the Bold» #28 (лютий 1960), а потім отримала власний комікс).
Редактор і письменник Стен Лі разом з вільнонайманим художником Джеком Кірбі створили Фантастичну Четвірку, що нагадує квартет шукачів пригод з комікса «Challengers of the Unknown», який Кірбі створив для «DC» в 1957 у. Всупереч стереотипам жанру герої не вели подвійне життя і навіть спочатку не носили костюмів (при цьому в їх складі був один монстр), лаялися один з одним і випробовували повсякденні труднощі, що стало називатися підходом «супергерої в реальному світі». Як відзначають багато істориків коміксів, саме цей підхід став причиною успіху даного коміксу і всіх наступних, заснованих на ньому. На хвилі успіху «Marvel» почала створювати комікси про інших супергероїв і антигероїв, таких як Галк, Людина-Павук, Тор, Людина-Мураха, Залізна Людина, Люди Ікс і Шибайголова, і таких суперлиходія, як Веном, Доктор Дум, Магнето, Ґалактус, Зелений гоблін і Доктор Восьминіг. Найбільш комерційно успішною серією коміксів стала «Дивовижна Людина-Павук» (англ. The Amazing Spider-Man), створений Лі і Дітко.
У коміксах «Marvel» особлива увага приділялася розкриттю характерів супергероїв. Так, Людина-Павук — юний герой, повний протиріччями і сумнівами, а також звичайними для підлітка проблемами. Більшість супергероїв «Marvel» страждають від внутрішніх проблем, від самотності навіть більше, ніж звичайні люди, на відміну від досконалих, красивих і спортивних традиційних супергероїв раннього періоду. Деякі герої «Marvel» більше схожі на лиходіїв і монстрів. У той час цей нетрадиційний підхід зробив революцію в коміксах.
Ім'я Стена Лі стало одним з найвідоміших в індустрії коміксів. Більшість героїв, створених в той час, належить його авторству — саме вони і складають основну масу популярних персонажів, комікси про яких виходять нині. Художники також мали значний вплив на розвиток коміксів: так ім'я Джека Кірбі можна побачити в більшості коміксів того часу на космічну тематику — «Фантастична Четвірка», «Могутній Тор», персонажі Спостерігач, Срібного серфера і Еґо, Жива Планета. Стів Дітко був ведучим художником в коміксах, де превалює натуралізм (як, наприклад, у міських пейзажах Людини-Павука) і Сюрреалістична атмосфера (як в коміксі про Доктора Стренджа). Разом вони створили так званий «метод Марвел», що полягає в тому, що автор придумує сюжет, художник його малює і продумає тонкі деталі сюжету, діалогів і навіть персонажів, а потім автор завершує процес остаточної шліфуванням сюжету і діалогів.
В 1968 у засновник компанії Мартін Гудман продав «Marvel Comics» і всі свої інші видавничі компанії «Perfect Film and Chemical Corporation». Всі колишні компанії Гудмана були об'єднані в підрозділ «Magazine Management Co.», а сам Гудмен залишився видавцем.

### 1970-ті
У 1970 році Стен Лі побачив можливість підкорити британську публіку без використання американського матеріалу, що передруковується. У жовтні 1976 року Marvel створила «британського героя для британців», Капітана Британію, комікс про якого спочатку вийшов лише у Великій Британії, а пізніше і в Америці.
У 1971 році Департамент освіти та охорони здоров'я США запропонував Стен Лі створити комікс про шкоду використання наркотиків. Лі погодився і ввів у комікс про Людину-Павука історію, де показав, наскільки небезпечні наркотики. Однак цензор всередині індустрії коміксів відмовився схвалити цю історію, оскільки вважав присутність наркотиків недоречною в контексті цього коміксу. Лі, заручившись підтримкою Гудмена, таки видав свою історію в «Вражаючій Людині-павуку» #96-98 (травень-липень 1971 року) без дозволу цензурного комітету. Сюжетна лінія отримала позитивні відгуки, а аргументи цензурного комітету були схильні до критики, що призвело до його переформування в тому році.
Гудмен пішов із видавничої справи в 1972 році, і його замінив Лі, який відійшов від повсякденної роботи в Marvel. Комікси, створені під егідою нових головних редакторів, припали на період чергового затишшя в індустрії. Знову Marvel звернулася до інших жанрів: жахів (Гробниця Дракули), бойових мистецтв (Шан-Чі: Майстер кун-фу), фентезі (Конан-Варвар, Руда Соня), сатира (Качка Говард) та наукова фантастика (Ворон-вбивця в Дивовижні пригоди").
У 1973 році «Perfect Film and Chemical Corporation» змінила назву на «Cadence Industries», а «Magazine Management Co.» у свою чергу, була перейменована в «Marvel Comics Group». Гудмен, тепер уже зовсім далекий від Marvel, створив 1974 року нову компанію «Atlas/Seaboard Comics», скориставшись старою назвою Marvel, проте цей проект проіснував лише півтора роки.
У 1970-х років у Marvel помітно зменшилася мережа газетних кіосків, у яких продавалися їхні комікси. До кінця десятиліття фінансове становище Marvel покращилося завдяки розвитку власної дистриб'юторської мережі (компанія стала освоювати магазини коміксів поряд з газетними кіосками), деяким відродженим серіям (на зразок The Uncanny X-Men), новим хітам від команди письменника Кріса Клермонта та художника Джона а також більш реалістичному коміксу про міського борця зі злочинністю «Сорвиголова», створеного автором/художником Френком Міллером.

### 1980-ті
1978 року Джим Шутер (англ. Jim Shooter) стає головним редактором Marvel Comics. Хоч і будучи суперечливою фігурою, Шутер вилікував безліч хвороб видавництва, включаючи терміни, що постійно пропускаються. Компанія насолоджувалась своїм найкращим успіхом протягом дев'яти років перебування Шутера на посаді головного редактора, найбільш знаменні тим, що Кріс Клермонт та Джон Бірн запустили «Uncanny X-Men», а Френк Міллер — «Сорвиголову». Також під редакційним правлінням Шутера Волт Сімонсон перезапустив комікс «Могутній Тор» і знову зробив його бестселером. Шутер приніс Marvel в ринок коміксів, що швидко зростає (англ. direct market), інституціоналізував відрахування за авторство творцям коміксів, почав імпринт «Epic Comics» для авторів-власників (англ. creator-owned) в 1982; представив світу кросовери, що зачіпають всю компанію: Турнір Чемпіонів та Секретні війни; і в 1986 запустив нову, хоч і зовсім невдалу серію Новий Всесвіт (англ. New Universe), на згадку про 25-у річницю видавництва Marvel Comics. «Зоряні комікси» (англ. Star Comics), орієнтовані на дітей більше, ніж звичайні комікси Marvel, мали недовгий успіх протягом цього періоду.
Незважаючи на успіх Marvel на початку 1980, видавництво почало здавати позиції «DC» у другій половині декади, з того моменту, як кілька колишніх зірок Marvel перейшли до супротивника. «DC» вирвалися вперед з такими коміксами та міні-серіями, як «Охоронці», «Повернення Темного Лицаря», «Криза на Нескінченних Землях», перезапуск «Супермена» від Джона Бірна та «Swamp Thing» від Алана Мура.
У 1986 році Marvel була продана «New World Entertainment», яка через три роки перепродала Marvel «MacAndrews and Forbes», власником якої був виконавчий директор «Revolon» Рональд Перлман.

### 1990-ті
Marvel заробили багато грошей і визнання читачів протягом буму коміксів на початку 90-х, запустивши успішну серію коміксів «2099», події якої відбувалися в майбутньому («Spider-Man 2099» тощо) і творчо сміливий, хоч і невдалий імпринт «Razorline», що випускав комікси про супергероїв, створені письменником та кінорежисером Клайвом Баркером. Проте в середині десятиліття в індустрії настав спад, і в грудні 1996 року Marvel скористалися главою 11 Кодексу про банкрутство США.
Найбільший удар Marvel зазнала на початку 1992 року, коли сім найуспішніших художників — Тодд МакФарлейн (відомий роботою над Людиною-Павуком), Джим Лі («Люди Ікс»), Роб Лайфелд («Сила Ікс»), Марк Сільвестрі («Росомаха»), Ерік Ларсен («Дивовижна Людина-Павук»), Джим Валентино («Вартові Галактики») та Вільям Портасіо — залишили компанію для заснування своєї власної успішної компанії «Image Comics».
Наприкінці 1994 року Marvel Comics придбала компанію-розповсюджувача коміксів Heroes World Distribution для використання як власного розповсюджувача коміксів. На той час решта великих видавництв укладала індивідуальні договори з іншими компаніями, і в результаті хвильового ефекту залишився лише один, головний дистриб'ютор у Північній Америці, Diamond Comic Distributors, Inc. На початку 1997 року, коли спроба Marvel з Heroes World провалилася, Diamond запропонував унікальну угоду для Marvel — віддати компанії секцію під каталог коміксів Previews.
Дев'яності роки були примітні використанням різних оригінальних прийомів щодо підвищення продаж коміксів, на кшталт різних за стилем обкладинок, різних удосконалень обкладинки, коміксів з купальниками (англ. swimsuit issues). У 1991 році Marvel почали продавати «Marvel Universe Cards» — колекційні картки, — вироблені компанією, що спеціалізується на виробництві карт — «SkyBox International». Це були колекційні картки, що описували персонажів та події Всесвіту Marvel.
Інша часта практика Marvel цього періоду — це кросовери із залученням всього всесвіту, які внесли хаос у її цілісну картину. У 1996 році був випущений кросовер «Onslaught Saga», в якому були задіяні майже всі комікси, і який дозволив Marvel перезапустити кілька провідних персонажів всесвіту, таких, як Месники і Фантастична четвірка, і у всесвіті Відродження Героїв, в якій перебіжчикам Marvel (а зіркам «Image Comics») Джиму Лі та Робу Лайфелду було надано дозвіл перезапустити комікси з нуля. Однак незабаром після запуску продажі швидко опустилися нижче за очікуваний рівень, і Marvel закрила експеримент після року роботи над ним; Незабаром персонажі повернулися до свого колишнього образу (Всесвіт Marvel або Земля 616). У 1998 році компанія запустила серію «Marvel Knights», що бере початок у всесвіті Marvel; від керівництвом майбутнього головного редактора Джо Кесадою, вона наповнилася сильними і сміливими історіями з появами таких персонажів, як Нелюди, Чорна пантера та Сирвиголова.
У 1991 році Рональд Перлман, компанія якого MacAndrews and Forbes придбала материнську компанію Marvel Comics, Marvel Entertainment Group (MEG), в 1986 році випустив акції компанії на Нью-Йоркську фондову біржу, гарантованим розміщенням яких зайнялися Мерріл Лінч і First Boston Corporation". Використовуючи швидке зростання ринку цінних паперів, Перлман випустив серію непридатних облігацій, які він використав для придбання дитячих розважальних компаній, забезпечених акціями «MEG». У 1997 році компанії «Toy Biz» (як випливає з назви, компанія завідувала іграми, ляльками тощо з мотивів коміксів Marvel), і «MEG» вирішили покінчити з банкрутством, утворивши нову корпорацію, «Marvel Enterprises». Разом із діловим партнером Аві Арадом, видавцем Біллом Джемезом та головним редактором Бобом Харрасом Перлман допоміг повернути до життя Marvel.

### 2000-ті
З приходом нового тисячоліття Marvel Comics уникла банкрутства і почала намагатися урізноманітнити свої пропозиції. У 2001 році Marvel відмовилася від Comics Code Authority і заснувала свою власну систему рейтингів Marvel Rating System для коміксів. Перший комікс цього тисячоліття, який не був відзначений Code, був X-Force #119 (жовтень 2001).
Marvel також запустила нові імпринти: «MAX» (лінія коміксів, призначена для доросліших читачів) та «Marvel Age» (навпаки, призначена для більш юних читачів). Також компанія створила окрему серію для альтернативного всесвіту, «Ultimate Marvel», що дозволило компанії перезапустити історії основних персонажів, щоб покращити та адаптувати персоналії для представлення новому поколінню. До 2010 року, в той час як Marvel залишалася основним видавцем коміксів, незважаючи на значний спад в індустрії коміксів у порівнянні з попередніми десятиліттями, деякі персонажі були змінені, щоб стати франшизою, найкасовіші з яких: серія фільмів Люди Ікс, що стартувала в 2000 році, та трилогія Людина-Павук, що стартувала у 2002 році.
У 2006 році, 1-го листопада, вийшов епізод мильної опери «Напрямне світло», що носить назву «Вона Чудо» (англ. She's a Marvel), що описує персонажа Харлі Девідсон Купер (яку грала Бет Елерс) як супергероїню Напрямний Світло. Історія персонажа продовжилася у восьмисторінковому продовженні, «Нове Світло» (англ. A New Light), а потім з'являвся ще в кількох коміксах Marvel, що вийшли з 1 листопада по 8. Також у тому році Marvel створила вікі на своєму сайті.
Наприкінці 2007 року компанія розпочала ініціативу в мережі, анонсувавши «Marvel Digital Comics Unlimited», цифровий архів, що налічує понад 2 500 коміксів, доступних для перегляду, для щомісячної або щорічної підписки.
У 2009 році Marvel Comics закрила Політику Відкритого Уявлення, в контексті якої приймала від художників зразки коміксів, які не були замовлені, аргументуючи це тим, що великий обсяг розгляду цих зразків заважає професійній діяльності. У тому ж році компанія відзначила 70-річчя, святкуючи свій початок як «Timely Comics», на честь чого було випущено одно-серійний комікс «Marvel Mystery Comics» «70th Anniversary Special» #1 та інші варіації спеціальних випусків.
31 серпня 2009 року, після десятиліття переговорів між компаніями, The Walt Disney Company уклала угоду про придбання Marvel Entertainment за 4 мільярди доларів. При цьому акціонери Marvel отримали 30 доларів та 0,745 акції Disney за кожну акцію Marvel, що вони мали. Угода була вигідна обом компаніям: Disney з роками стає все важче створювати та просувати нових персонажів, а Marvel не вистачало інвестицій для просування вже існуючих.

### 2010-ті
Навесні 2013 року вся команда Marvel, включаючи вищий менеджерський склад компанії, переїхала з Манхеттену, де останні чотири роки мешкала під дахом Raleigh Studios, в північне передмістя Лос-Анджелеса.

## Головні редактори
- Джо Саймон (1939—1941)
- Стен Лі (1941—1972)
- Вінсент Фаго (виконував обов'язки редактора під час армійської служби Лі) (1942—1945)
- Рой Томас (1972—1974)
- Лен Вейн (1974—1975)
- Марв Вольфман (відповідав за чорно-білі журнали в період 1974—1975; у 1975—1976 головний редактор усієї компанії)
- Джеррі Конвей (1976)
- Арчі Гудвін (1976—1978)
- Джим Шутер (1978—1987)
- Том Дефалько (1987—1994)
- Марк Ґрунвальд, Боб Харрас, Боб Буданський, Боббі Чейз, Карл Поттс (Не було єдиного головного редактора (1994—1995):)
- Боб Гаррас (1995—2000)
- Джо Кесада (2000—2011)
- Аксель Алонсо (2011—2018)
- Честер Б. Цебульський (2018 — теперішній час)

## Герої всесвіту Marvel
За свою 85-річну історію «Marvel Comics» створила величезну кількість популярних персонажів, таких як:
- Людина-Павук
- Капітан Америка
- Халк
- Росомаха
- Залізна людина
- Шибайголова
- Тор
- Капітан Марвел
- Доктор Стрендж
- Дедпул
- Чорна вдова
- Соколине Око
- Примарний вершник
- Зоряний лицар
- Чорна пантера
- Даркстар
- Шторм
- Архангел
- Амелія Вогт

## Команди всесвіту Marvel
Найбільш відомі і популярні команди:
- Месники
- Фантастична Четвірка
- Люди Ікс
- Щ.И.Т.
- Ілюмінати
- Вартові Галактикти

## Переклади українською
У лютому 2018 році британсько-українське видавництво коміксів «Fireclaw» (українська філія британського видавництва з'явилася у 2015 році) перше отримало права на переклад коміксів Marvel Comics українською мовою. Першим коміксом Marvel Comics перекладеним українською мовою стали комікси «легендарної серії коміксів про Людину-павука».
У вересні 2018 року стало відомо, що україномовні переклади коміксів Marvel також стало видавати видавництво «Північні Вогні»; випуск перших україномовних перекладів коміксів Marvel розпочався у 2018 році. Наприкінці 2018 року стало відомо що видавництво «Molfar Comics» також отримало ліцензії на випуск деяких коміксів Marvel; випуск перших україномовних перекладів коміксів Marvel розпочався у 2019 році. У 2019 році стало відомо що видавництва «MAL'OPUS» та «Рідна мова» також отримали ліцензії на випуск деяких коміксів Marvel; випуск перших україномовних перекладів коміксів Marvel розпочався у 2019 році
2018У 2018 було опубліковано 5 українських перекладів томів коміксів Marvel, а також 10 випусків одної серії (у виді щомісячного журналу).
- Fireclaw Ukraine:
  - Ден Слотт. «Spider-Man».
Пер з англ.: Сергій Ковальчук. Випуски 1-10 (у м'якій обгортці, журнальний формат)
  - Джеф Лемір. «Старий Лоґан: Том 1. Берсеркер».
Пер з англ.: Сергій Ковальчук. 96 стор. ISBN 978-966-978-080-5
  - Джеррі Даґан. «Дедпул: Балакучий мільйонер».
Пер з англ.: Сергій Ковальчук. 128 стор. ISBN 978-966-978-081-2
  - Чарльз Соул. «Вражаючі Люди-Ікс: Том 1. Життя Ікс».
Пер з англ.: Сергій Ковальчук. 144 стор. ISBN 978-966-978-084-3
  - Метью Розенберг. «Єнот Ракета: Домашній арешт».
Пер з англ.: Катерина Клопенко. 112 стор. ISBN 978-966-97808-3-6
- Northern Lights:
  - Деніел Вей. «Веном: Том 1. Тремтіння».
Пер з англ.: Воль Еман та Матвієнко Анастасія. 124 стор. ISBN 978-966-97700-3-5

2019У 2019 планується випуск 28 українських перекладів томів та продовження випуску однієї щомісячної серій.
- Fireclaw Ukraine:
  - Ден Слотт. «Spider-Man»
Пер з англ.: Сергій Ковальчук. Випуски 11-22 (у м'якій обгортці, журнальний формат)
  - Метью Стерджез. «Тор: Глава перша»
Пер з англ.: Сергій Ковальчук. 112 стор. ISBN 978-966-97808-6-7
  - Джеф Лемір. «Старий Лоґан: Прикордонне місто»
Пер з англ.: Сергій Ковальчук. 96 стор. ISBN 978-966-97808-5-0
  - Донні Кейтс, Нік Спенсер. «Доктор Стрендж: Прокляття».
Пер з англ.: Сергій Ковальчук. 112 стор. ISBN 978-966-97808-7-4
  - Ал Юінг. «Безсмертний Галк».
Пер з англ.: Сергій Ковальчук. 128 стор. ISBN 978-966-97808-9-1
  - Марґарет Штоль. «Життя Капітан Марвел».
Пер з англ.: Сергій Ковальчук. 128 стор. ISBN 978-966-97808-9-8
  - Джейсон Аарон. «Месники: Остаточний власник».
Пер з англ.: Сергій Ковальчук. 144 стор. ISBN 978-617-7779-01-7
  - Джеррі Даґан. «Дедпул 2».
Пер з англ.: Сергій Ковальчук. 128 стор. ISBN 978-617-7779-00-0
  - Джеф Лемір. «Старий Лоґан: Останній Ронін».
Пер з англ.: Сергій Ковальчук. 144 стор. ISBN ?
  - Ден Слотт. «Тоні Старк: Залізна Людина. Створив себе сам».
Пер з англ.: Микита Янюк. 128 стор. ISBN ?
  - Джефф Ловенес. «Ґрут».
Пер з англ.: Олена Лісевич. 128 стор. ISBN 978-617-7779-04-8
  - Каллен Банн. «Дедпул вбиває Дедпула».
Пер з англ.: Сергій Ковальчук. 96 стор. ISBN 978-617-7779-07-9
  - Ден Слотт. «Людина-павук та Людина смолоскип».
Пер з англ.: Сергій Ковальчук.

128 стор. ISBN 978-617-7779-08-6
- - Чарльз Соул. «Вражаючі Люди-Ікс. Том 2».
Пер з англ.: Сергій Ковальчук. 144 стор. ISBN 978-966-97808-4-3
- Northern Lights:
  - Деймон Лінделоф. «Досконалий Росомаха проти Халка».
Пер з англ.: Еван Вольф та Анастасія Матвієнко. 148 стор. ISBN 978-966-97700-6-6
  - Джонатан Гікман. «Нові Месники: Все помирає».
Пер з англ.: Матвієнко Анастасія та Еван Вольф. 140 стор. ISBN 978-966-97700-7-3
  - Пітер Девід. «Людина-павук: Інакший».
Пер з англ.: Матвієнко Анастасія та Еван Вольф. ? стор. ISBN ?
  - Джонатан Маберрі. «Marvel Universe vs Punisher». (очікується до друку)
Пер з англ.: ?. ? стор. ISBN ?
  - Воррен Елліс. «Абсолютна Залізна Людина: Броньовані Війни». (очікується до друку)
Пер з англ.: ?. ? стор. ISBN ?
- Molfar Comics:
  - Джек Кірбі. «Вічні».
Пер з англ.: Артем Яворський. 240 стор. ISBN 978-966-97908-2-8
  - Метт Фректіон. «Непереможна Залізна людина, Том. 1: П'ять кошмарів». (очікується до друку у вересні)
Пер з англ.: ?. 184 стор. ISBN ?
  - Курт Бусьєк. «Marvels». (очікується до друку)
Пер з англ.: ?. 248 стор. ISBN ?
- MAL'OPUS:
  - Джим Старлін. «Рукавиця нескінченності».
Пер з англ.: Микита Янюк. 256 стор. ISBN 978-617-7756-02-5
  - Тім Сілі. «Дедпул проти Таноса».
Пер з англ.: Денис Скорбатюк. 112 стор. ISBN 978-617-7756-01-8
  - Марк Міллер. «Росомаха: Старий Лоґан».
Пер з англ.: Максим Калініченко. 224 стор. ISBN 978-617-7756-03-2
  -  ?. «?». (очікується до друку)
Пер з англ.: ?. ? стор. ISBN ?
  -  ?. «?». (очікується до друку)
Пер з англ.: ?. ? стор. ISBN ?
  -  ?. «?». (очікується до друку)
Пер з англ.: ?. ? стор. ISBN ?
- Рідна Мова:
  - Джеф Леб. «Шибайголова: Жовтий». (очікується до друку)
Пер з англ.: ?. ? стор. ISBN ?

2020У 2020 планується випуск 5 українських перекладів томів та продовження випуску однієї щомісячної серій.
- Рідна Мова:
  - Джеф Леб. «Людина-павук: Блакитний». (очікується до друку)
Пер з англ.: ?. ? стор. ISBN ?
  - Джеф Леб. «Галк: Сірий». (очікується до друку)
Пер з англ.: ?. ? стор. ISBN ?
  - Джеф Леб. «Капітан Америка: Білий». (очікується до друку)
Пер з англ.: ?. ? стор. ISBN ?
  - Та-Негісі Кост. «Black Panther: A Nation Under Our Feet Vol. 1». (очікується до друку під вихід другого фільму)
Пер з англ.: ?. ? стор. ISBN ?
  - Метт Розенберґ. «The Punisher Vol. 1: World War Frank[en]». (очікується до друку)
Пер з англ.: ?. ? стор. ISBN ?